# Bupropion
Bupropion is een antidepressivum dat werkt als selectieve remmer van de neuronale heropname van catecholamines (noradrenaline en dopamine) met een minimaal effect op de heropname van serotonine. Bupropion wordt ook ingezet ter ondersteuning bij het stoppen met roken. Het middel wordt op de markt gebracht als Zyban en Wellbutrin. De chemische structuur is verwant met die van amfetamine en aldus werkt bupropion ook enigszins als een psychostimulans. Het precieze werkingsmechnisme als antidepressivum en als hulpmiddel om te stoppen met roken is onbekend. Het antidepressie-effect treedt op na twee weken. Als bupropion wordt gebruikt voor het stoppen met roken is het van belang om de inname van bupropion twee weken voor de rookstop te starten.
Medio 2019 zijn ernstige problemen ontstaan met de levering van Bupropion aan apotheken. Verschillende merken worden uit de handel genomen.

## Medische toepassingen

### Gebruik bij depressie
Bupropion blijkt even effectief te zijn in het behandelen van milde tot matige depressies als andere antidepressiva. In tegenstelling tot vele andere antidepressiva heeft bupropion geen nadelige invloed op de seksuele functionaliteit.
Klinisch wordt het geneesmiddel vaak ingezet in combinatie met een ander middel bij patiënten die initieel niet reageerden op een selectieve serotonine-heropnameremmer (SSRI).

### Gebruik bij stoppen met roken
Bupropion vermindert het verlangen naar nicotine en vermindert de zogeheten afkickverschijnselen. Op korte termijn vermindert het ook de gewichtstoename die vaak optreedt na het stoppen met roken.
De behandelduur is meestal 7 tot 10 weken en men dient te stoppen met roken rond de tiende dag. Volgens studies is bupropion na 1 jaar 50% effectiever dan een placebo.

### Overige toepassingen (niet-geregistreerd gebruik)
Bij de behandeling van ADHD kan buproprion worden voorgeschreven, voornamelijk als de behandeling met meerdere andere geneesmiddelen onsuccesvol gebleken is. Er zijn nog onvoldoende onafhankelijke klinische studies naar de werkzaamheid en veiligheid bij kinderen.
Bij de behandeling van ADD wordt het middel in toenemende mate voorgeschreven in combinatie met methylfenidaat.
Mogelijk kan bupropion ook worden gebruikt bij de behandeling van obesitas. wanneer de voordelen opwegen tegen de mogelijke nadelen.
Ter behandeling van seksuele problemen komt bupropion vooral in aanmerking als deze problemen veroorzaakt worden door het gebruik van SSRI's.

## Contra-indicaties
Wegens het convulsie-drempelverlagend effect van bupropion is het gebruik ten sterkste af te raden bij patiënten die eerder een convulsie ondergingen of epilepsie hebben. Het gebruik bij alcohol- of benzodiazepineverslaving is ook gecontra-indiceerd wegens het verhoogde risico op convulsies bij abrupte ontwenningsverschijnselen van alcohol of benzodiazepines.
Ook ernstige levercirrose, een eetstoornis in de voorgeschiedenis of een tumor in het centrale zenuwstelsel sluiten het gebruik van bupropion uit.
Bij gelijktijdig gebruik van MAO-inhibitoren is bupropion eveneens af te raden.

## Mogelijke bijwerkingen en voorzorgen
De aanbevolen dosis mag niet overschreden worden wegens het dosisafhankelijk convulsierisico dat bupropion met zich meebrengt. Het risico op convulsies bedraagt ongeveer 0,1% bij een dagelijkse dosis van 150 mg tot 300 mg (aangewezen dosis), 0,4% bij een dagelijkse dosis van 300 mg tot 450 mg en 2% bij 600 mg/dag. Geneesmiddelen die de convulsie-drempel kunnen verlagen moeten ook vermeden worden. Voorbeelden zijn onder meer antipsychotica, antidepressiva, antimalariamiddelen, chinolonen, sederende antihistaminica, orale steroïden en tramadol. Diabetes, alcoholmisbruik, craniale traumata en het gebruik van eetlustremmers of stimulantia sluiten het gebruik van bupropion eveneens uit wegens het verhoogde convulsierisico. Bij het optreden van convulsie of van epileptische symptomen dient de behandeling onmiddellijk stopgezet te worden.
Hoewel bij niet depressieve personen met hypertensie in studies geen significante bloeddrukverhoging werd vastgesteld, blijken er in de klinische praktijk gevallen van (soms zeer ernstige) hypertensie op te duiken. Dit werd waargenomen bij patiënten met en zonder voorafgaande hoge bloeddruk. Bij rookstop kan het gebruik van nicotine samen met bupropion een verhoogd risico op hoge bloeddruk geven.
De meest voorkomende bijwerkingen, gerangschikt volgens frequentie van zeer vaak (1/10) tot zeer zelden (1/10000): slapeloosheid, hoofdpijn, droge mond, misselijkheid, braken, koorts, pijn op de borst, zweten, huiduitslag, constipatie, bloeddrukstijging, blozen, gezichtsstoornissen, tremor, duizeligheid, gewichtsverlies, overgevoeligheidsreacties als netelroos, depressie, tachycardie, convulsies, glykemische stoornissen, anafylaxie, agressie, hallucinaties, dystonie, ataxie, hepatitis, urineretentie, zelfdoding.

## Interacties
Bupropion is een CYP2D6-remmer en heeft daarmee gevolg voor de eliminatie van middelen die juist voor hun metabolisatie afhankelijk zijn van het CYP2D6-enzymsysteem. Te denken valt aan antipsychotica als risperidon, antidepressiva zoals desipramine, imipramine en paroxetine, bètablokkers zoals metoprolol en sommige antiaritmica (propafenon, flecaïnide).
Bij middelen als clopidogrel, cyclofosfamide en ifosfamide, die van hetzelfde CYP2B6-enzymsysteem gebruikmaken als dat waardoor bupropion gemetaboliseerd wordt tot hydroxybupropion, is voorzichtigheid geboden. MAO-remmers kunnen de giftigheid van bupropion verhogen.